# Вулиця Солоний Ставок (Дрогобич)
Вулиця Соло́ний Ставо́к — одна з вулиць центральної частини міста Дрогобич. Простягається зі сходу на захід на 350 метрів. Починається від вулиці Бориславської, № 8, закінчується початком вулиці Зварицької у місці прилягання до неї вулиці Жупної.

## Назва
Назва утворена від апелятива "ставок"  — водоймище (у природному чи штучному заглибленні) з непроточною водою. Відомо, що з лівого боку вулиці було болотисте місце з озерцем. З часом болота засипали штучним земляним насипом, а озеро у занедбаному стані збереглось до сих пір. Соленим називали його через те, що вода у ньому мала солонуватий присмак, ймовірно соляне джерело пробивало назовні.

## Історія та забудова
За часів Радянського Союзу вулиця була названа на честь Фрідріха Енгельса. Перейменована у травні 1990 року.

Забудова вулиці особнякова, є два кількаквартирні будинки.

### Легенди, пов'язані із Солоним ставком та сучасність
Однією з найбільших таємниць Дрогобича є походження ставка, котрий і названий місцевими жителями - Солоний ставок. Вода в ньому солона, бо туди втікала соляна річка. І було це подібним по якості води, як Мертве море в Ізраїлі. Цей ставок був досить глибокий і в діаметрі мав більше як сто п’ятдесят метрів. На його честь і називається до тепер вулиця – Солоний Ставок, котра є поряд з цією водоймою з північної її сторони. Цей став мав завжди погану славу, що і породжувало чимало сумних легенд. Найдавнішою є поширена легенда про те, що біля стародавньої церкви святого Юра, котра збудована на краю цього озера, було колись поле. І колись, у сиву давнину, велика частина цього поля провалилась скрізь землю з людьми, що працювали на ньому. А спричинив це страшний дракон, що сидів там під землею.

Перелякані люди, що проживали поряд пішли до монаха-пустельника, з проханням їм допомогти. Пустельник прийшов до цього страшного місця і побачив джерело, на березі ями, де вже назбиралось чимало води. Освятив це джерело, надавши йому чудодійної сили, та велів жителям збудувати тут храм. І так, щоб джерело витікало з-під церкви. І велів освятити святиню на честь мученика за віру Христову святого воїна Юрія (Георгія). Адже за апокрифічними переказами власне Святий Юрій і переміг Змія, що був у християнстві символом зла. Так місцеві жителі й зробили. І біда минула цю місцевість.

Показово, що не одно століття з-під церкви Святого Юра – із західної сторони - витікало джерело, котре стало чудотворним - і до нього приходили люди набирати цілющу воду. А вхід у храм був споруджений із південної сторони нави – типово для готичної архітектури Центральної Європи. Але десь в середині XVII ст. була сильна посуха і джерело перестало існувати, тоді представники церковним братством прийняли рішення розширити цей храм. Тоді й привезли бруси з розібраної вівтарної частини надієвського храму.

Та в кінці XVIII ст. джерело знову відродилось і вода почала наповнювати дрогобицьку церкву. Братство вирішило цю святиню припідняти. Про це засвідчує напис вирізьблений над вхідним порталом.

Цілком ймовірно, що озеро Солоний ставок взагалі могло породити поселення, що і стало предтечею – спочатку мало назву Зваричі, а згодом і спонукало появі самого міста Дрогобич (що з’явилось біля цього поселення в середині XIV cт.), згідно зі старих записів називалось колись Другобичі.

Легенда про змія в основі, цілком ймовірно, могла мати реальну подію викликану тим, що одна з підземних соляних річок, котрих тут є декілька, вимила землю під полем, що спричинило обвал верхньої частини, утворивши котлован, котрий згодом і став Солоним ставком. Місцеві жителі ніколи не любили цю водойму, котра зимою не особливо замерзала і по ній було страшно ходити. І, за словами місцевої жительки, батьки дітям забороняли кататись там на ковзанах. І діти для цього зимою ходили на озеро, що на вулиці Бориславській.

В одній з давніх популярних у Дрогобичі легенд, що має поширення ще з XVIII ст. розповідається: «І коли на кінець помер місцевий землевласник - сумнозвісний Зельман, за котрим ходила слава, що він був вампіром, його поховали на місцевому цвинтарі. Та цей вурдалака по ночах виходив із могили, страшив дівчат та бив вікна у будинках місцевих жителів. Щоб припинити безчинства, жителі цієї частини міста, зібрались і викопали тіло цього ненависного небіжчика. Потім його занесли до водойми Солоного ставка і пробивши залишки тіла загостреною осиновою колодою викинули його в цей став. Після чого Зельман вже «не блукав» ночами по місту наводячи страх на його мешканців.

Також місцеві жителі розповідали, що під час Другої світової війни в став випадково заїхав німецький танк, де пропав назавжди. Через зрозумілі причини у цьому солоному ставку явно не могла водитись риба, що теж не викликало особливих захоплень у жителів краю, особливо в місцевих рибалок.

Також, цілком можливо, що соляний промисел теж міг з’явитись з появою Солоного ставка. Адже у цьому новому озері, місцеві жителі могли взяти для проби воду і коли вони її закип’ятили, то на дні посуду з’явилась сіль. Це могло спричинити у майбутньому більш серйозні процеси її виварювання, і спочатку це робили як для власних потреб, так і для подальшого її обміну, чи торгівлі.

На жаль, це давнє, містичне озеро було “спущене” при радянській владі, десь, мабуть, в 60-их рр. ХХ ст. А соляну річку, котра в нього втікала з-під землі, направили в каналізаційний колектор, чим було знищено таку важливу для цього міста пам’ятку природи.

Але і тепер це озеро можна відновити, адже на місці ставу зараз і далі є котлован, з межами його первинної території. Це дає дуже добру можливість проведення реконструкції цього важливого для міста природного ландшафту, тісно пов’язаного з історією давнього Дрогобича.

Також варто відновити чудотворне джерело, що далі існує під церквою Юра. Саме джерело можна вивести з допомогою труб на зовнішню частину храму. І зробити там невеличкий басейн, щоб люди, котрі приходять до церкви, могли брати собі для потреб освячену воду.

Такі плани для відтворення попереднього ландшафту Дрогобича цілком, ймовірно, здійсненні. І, водночас, солені якості води у Солоному ставку також можна використовувати у лікувальних цілях. Адже властивості природної соленої води дуже поширена у медицині. Тієї можливості у наш час не так багато мають навіть у провідні держави Європи. Цій проблемі варто присвятити не одну розвідку для того щоб відновити цей історично природний ландшафт, унікальність якого, безперечно, має важливе місце для нашої держави. Цю проблему варто відкрити для подальшого її вирішення.

## Пам'ятки
- Тут розташоване найстаріше в Україні постійно діюче підприємство  — Дрогобицький солевиварювальний завод, заснований у 1250 році.
- Також на вулиці є пам'ятка сакрального мистецтва, об'єкт спадщини ЮНЕСКО  — церква святого Юра, зведена у XIV столітті.

## Постаті
- Народився та провів дитячі роки Юрій Дрогобич  — відомий вчений епохи Відродження, освітній діяч, поет, філософ, астроном, астролог. Доктор медицини та філософії. Ректор Болонського університету медицини і вільних мистецтв, професор і віце-канцлер Істрополітанської академії у Братиславі, професор Ягеллонського університету у Кракові. Перший український автор друкованої книжки.